# René Springer

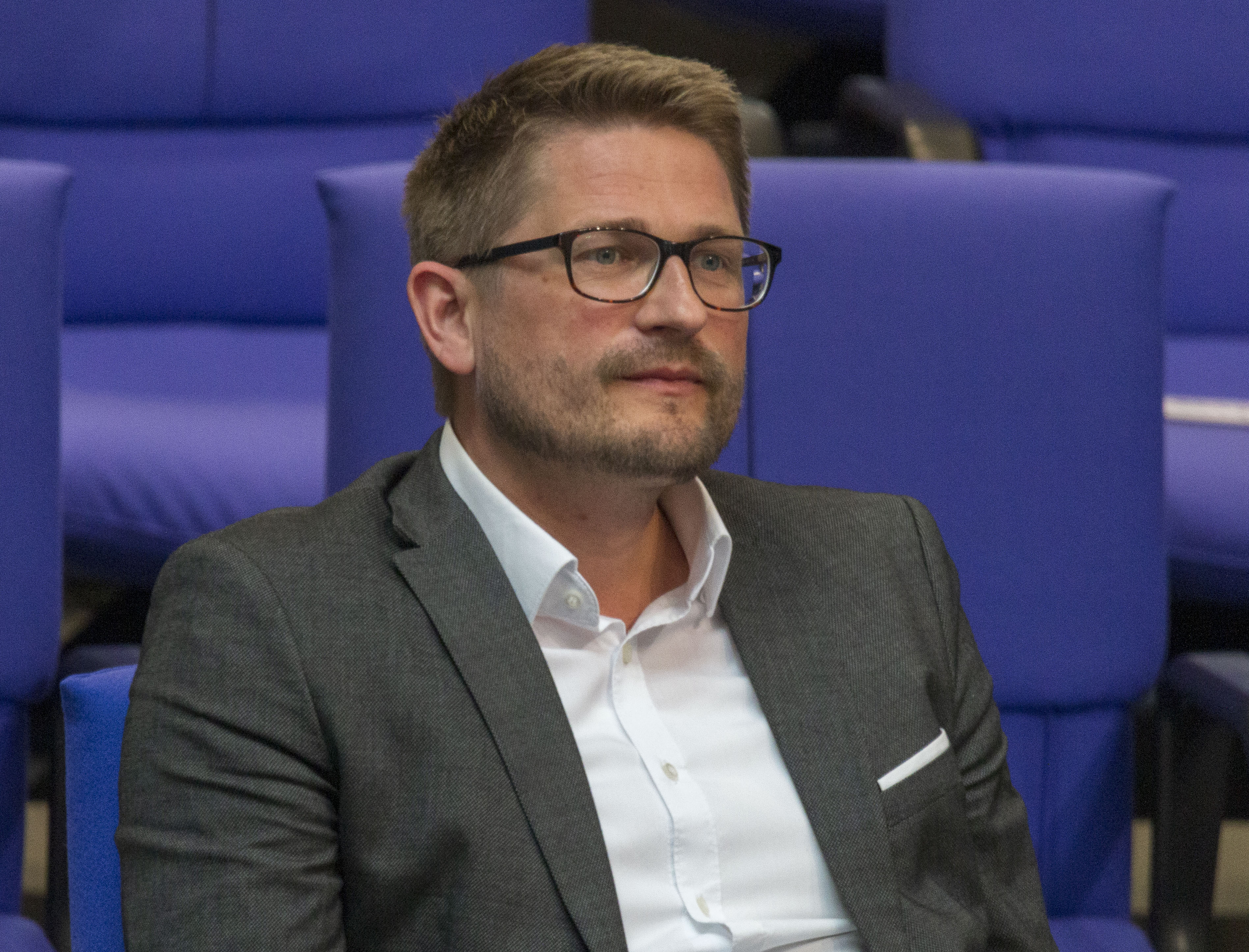
René Springer (2020)

René Springer (* 15. Juli 1979 in Ost-Berlin) ist ein rechtsextremer deutscher Politiker der AfD. Seit der Bundestagswahl 2017 ist er Mitglied des Deutschen Bundestages und seit Mai 2020 Sprecher für Arbeit und Soziales der AfD-Bundestagsfraktion. Seit 2024 ist er Vorsitzender der AfD Brandenburg.

## Leben
Nach seinem Realschulabschluss, den er 1996 in Berlin machte, war Springer von 1997 bis 2009 Zeitsoldat bei der Marine. Dort absolvierte er eine Ausbildung zum Elektroniker und eine Weiterbildung zum Meister im Fach Elektrotechnik, später unterrichtete er an einer Berufsschule der Marine. 2006/2007 war er im Rahmen der ISAF ein halbes Jahr in Afghanistan eingesetzt.
Es folgte ein Studium der Politikwissenschaft an der Universität Greifswald, das er 2014 mit einer Arbeit über Emotionen und Nationalismus – Angst und Sezession in Schottland abschloss. Springers Masterarbeit wurde mit dem 2. Platz beim Kurt-von-Fritz-Preis 2014 der Friedrich-Ebert-Stiftung Mecklenburg-Vorpommern ausgezeichnet. Im Anschluss an sein Studium war er kurzzeitig für die Deutsche Gesellschaft für Internationale Zusammenarbeit in einem Projekt zur ländlichen Elektrifizierung in Mosambik tätig.
Von 2004 bis 2009 war Springer Mitglied der SPD. Ende 2014 wurde Springer Persönlicher Referent des damaligen Fraktionsvorsitzenden der AfD-Fraktion im Landtag Brandenburg, Alexander Gauland. 2015 trat er in die AfD ein. 2016 wurde er Fraktionsgeschäftsführer der AfD-Fraktion im Landtag, 2017 wieder Persönlicher Referent von Gauland.
Bei der Bundestagswahl 2017 erreichte Springer als Direktkandidat im Bundestagswahlkreis Potsdam – Potsdam-Mittelmark II – Teltow-Fläming II mit 12,3 % der Stimmen den 4. Platz. Da die ersten fünf Kandidaten der Landesliste der AfD Brandenburg in den Bundestag gewählt wurden, konnte Springer, der auf Platz 3 der Landesliste kandidiert hatte, in den Bundestag einziehen.
An der Seite des Bundestagsabgeordneten Steffen Kotré wurde Springer, auf Vorschlag Alexander Gaulands hin, auf dem Landesparteitag der AfD in Frankfurt (Oder) am 21. März 2021 auf Platz 2 der Landesliste für die Bundestagswahl 2021 gewählt. In seiner Bewerbungsrede forderte er unter anderem, die AfD müsse die „Machtfrage“ stellen und „dem Staatsfunk das Rückgrat brechen“; zudem erhob er die Forderung, einen Innenminister zu stellen, der deutschlandweit „Abschiebekönig“ werden würde. Er wurde erneut gewählt.
Bei der Bundestagswahl 2025 stand er auf dem ersten Platz der Landesliste.

## Politische Arbeit und Positionen
Im 19. Deutschen Bundestag war Springer ordentliches Mitglied im Ausschuss für Arbeit und Soziales, sowie stellvertretendes Mitglied im Auswärtigen Ausschuss und im Unterausschuss Vereinte Nationen, internationale Organisationen und Globalisierung. Im 20. Deutschen Bundestag ist Springer wieder ordentliches Mitglied im Ausschuss für Arbeit und Soziales sowie stellvertretendes Mitglied im Auswärtigen Ausschuss.

### Abschiebungen
Springer setzt sich dafür ein, „Ausländer“ „millionenfach“ aus Deutschland abzuschieben: Er schrieb nach den „Correctiv“-Enthüllungen über ein Treffen von AfD-Funktionären, rechten Geldgebern und bekannten Rechtsextremen, bei dem es u. a. um die „Remigration“ von Menschen mit Migrationshintergrund ging, bei X:
„Wir werden Ausländer in ihre Heimat zurückführen. Millionenfach. Das ist kein Geheimplan. Das ist ein Versprechen.“.
Dabei handelt es sich um wesentlich mehr Menschen als die Ausreisepflichtigen, die 2023 auf etwas über 300.000 Menschen in Deutschland kamen, darunter die Mehrheit mit Duldung. Die AfD wirbt dafür, einen Entzug der deutschen Staatsbürgerschaft zu erleichtern.

### Sozialpolitik
Springer setzt sich für einen Umbau des Sozialstaats ein.
Seiner Ansicht nach gebe es zu hohe Verwaltungskosten der Jobcenter und damit verbunden Mehrkosten für den Steuerzahler. Er vertritt die Idee eines „Staatsbürgergeldes“, eines bedingten Grundeinkommens, das nur an deutsche Staatsbürger ausgezahlt werden soll.
Springer kritisierte 2019 die Pläne der Bundesregierung zur Einwanderung in die Bundesrepublik Deutschland und die Einwanderungspolitik der Bundesregierung. Das Fachkräfteeinwanderungsgesetz werde eine Einwanderung in die Sozialsysteme nicht verhindern können. Wegen des Anstiegs der Arbeitslosigkeit infolge der COVID-19-Pandemie in Deutschland forderte Springer die Bundesregierung auf, das Fachkräfteeinwanderungsgesetz auszusetzen. Er forderte eine gesteuerte Zuwanderung, bei der bestimmte Löhne nicht unterschritten werden dürften.
Springer kritisierte auch die Langzeitfolgen der Hartz-IV-Reformen. Er forderte von der Bundesregierung eine stärkere Unterstützung für alleinerziehende Personen. Springer forderte, dass die vom Kabinett Merkel IV geplante Indexierung des Kindergeldes an im EU-Ausland lebende Kinder eingeführt wird. Die EU-Kommission lehnte eine Neuregelung bisher jedoch ab.

### Wirtschaftspolitik
Springer forderte die Errichtung einer Sonderwirtschaftszone Ost. 2022 sprach er sich für eine „deutliche Steuersenkung bei Lebensmitteln und Sprit“ aus, „um existenzielle Notlagen für Millionen Bürger abzuwenden“. Bei der Debatte um die Fachkräftestrategie im Bundestag Anfang 2023 bemängelte Springer, dass die „Flucht von Einheimischen“ nicht angesprochen worden sei, und dass die Innovationskraft Deutschlands nicht genug beachtet werde.

### Außenpolitik
Springer vertrat die Ansicht, die Bundeswehr sei „kaputtgespart“ worden. Deutsche Sicherheitskräfte hätten „in Afghanistan nichts verloren“. Springer fordert die Beendigung der Auslandseinsätze der Bundeswehr in Afghanistan und Mali. Zudem kritisierte Springer die psychische Versorgung von Soldaten in Deutschland und forderte eine bessere Gewährleistung dieser.

## Kontroverse um rechtsextreme Mitarbeiter
René Springer stellte den ehemaligen Landesvorsitzenden der Jungen Alternative in Brandenburg Jean-Pascal Hohm als Mitarbeiter ein, nach Recherchen von Zeit Online einer von siebenundzwanzig Aktivisten und Anhängern rechtsextremer Organisationen unter den Mitarbeitern von AfD-Bundestagsabgeordneten. Zuvor war Hohm bereits Mitarbeiter der Landtagsfraktion der AfD Brandenburg gewesen, nach Berichten über Kontakte zur rechtsradikalen Identitären Bewegung aber entlassen worden. Der Publizist Olaf Sundermeyer sah in „der Nachwuchshoffnung der AfD“ Hohm einen „der aktivsten Identitären überhaupt“.